# Capitão
Capitão es un municipio brasileño del estado de Río Grande del Sur.
Se encuentra ubicado a una latitud de 29º16'08" Sur y una longitud de 51º59'22" Oeste, estando a una altitud de 465 metros sobre el nivel del mar. Su población estimada para el año 2004 era de 2.751 habitantes.
Ocupa una superficie de 70,176 km².
- Datos: Q1758752
- Multimedia: Capitão (Rio Grande do Sul) / Q1758752

1. ↑  Worldpostalcodes.org,código postal n.º 95935-000.